# Spargania ruptata
Spargania ruptata är en fjärilsart som beskrevs av Barnes och Mcdunnough 1917. Spargania ruptata ingår i släktet Spargania och familjen mätare. Inga underarter finns listade i Catalogue of Life.